# 代穆维尔
代穆维尔（法語：Démouville，法語發音：[demuvil] ⓘ）是法国卡尔瓦多斯省的一个市镇，位于该省中部，属于卡昂区。

## 地理
代穆维尔（49°10'51"N, 0°16'8"W）面积3.56 平方千米，位于法国诺曼底大区卡爾瓦多斯省，该省份为法国西北部沿海省份，北濒大西洋英吉利海峡，东北与滨海塞纳省以海上边界相接，东临厄尔省，南至奧恩省，西与芒什省接壤。
与代穆维尔接壤的市镇（或旧市镇、城区）包括：巴讷维尔拉康帕涅、卡尼、屈韦维尔、日贝维尔、萨内维尔。

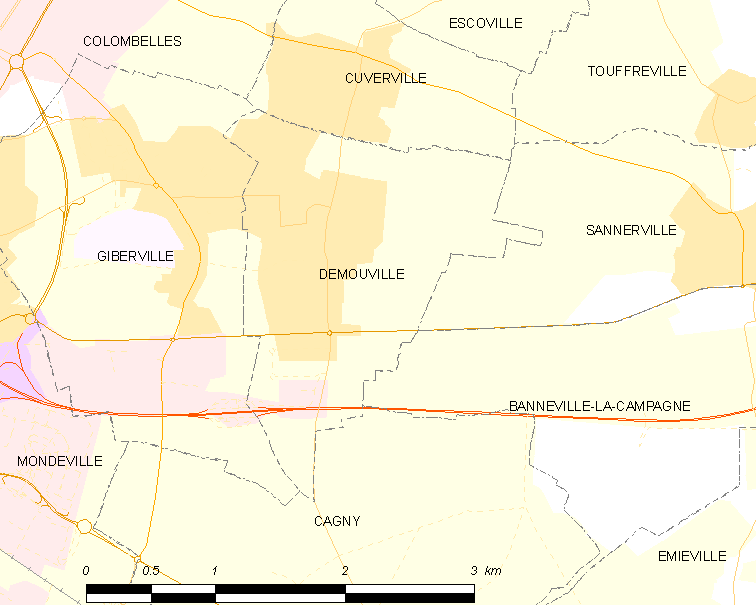
代穆维尔的OSM定位图

代穆维尔的时区为UTC+01:00、UTC+02:00（夏令时）。

## 行政
代穆维尔的邮政编码为14840，INSEE市镇编码为14221。

## 政治
代穆维尔所属的省级选区为特罗阿恩县。

## 人口

1962-2008年间代穆维尔人口变化图示

代穆维尔于2022年1月1日时的人口数量为3017人。